# Wassergehalt
Der Wassergehalt gibt den Anteil an Wasser in einem Material an. Der volumetrische Wassergehalt entspricht dem Volumenanteil des Wassers in der Probe, der gravimetrische Wassergehalt dem Massenanteil. Bei bekannter Dichte des Materials lassen sich beide ineinander umrechnen.
Typische Materialien, bei denen der Wassergehalt relevant ist, sind beispielsweise Erdboden und Lebensmittel.

## Volumetrischer Wassergehalt
Der volumetrische Wassergehalt {\displaystyle \theta } gibt das Wasservolumen {\displaystyle V_{w}} bezogen auf das Gesamtvolumen {\displaystyle V_{T}} an und entspricht dem Volumenanteil des Wassers in der Probe (in Österreich „Volumsprozent“):
{\displaystyle \theta ={\frac {V_{w}}{V_{T}}}\leq 1\;{\text{bzw.}}\leq 100\%}

## Gravimetrischer Wassergehalt
Der gravimetrische Wassergehalt {\displaystyle w} bezieht die Wassermasse {\displaystyle m_{w}} auf die Feuchtmasse {\displaystyle m_{f}} und entspricht dem Massenanteil des Wassers in der Probe:
{\displaystyle w={\frac {m_{w}}{m_{f}}}={\frac {m_{f}-m_{d}}{m_{f}}}=1-{\frac {m_{d}}{m_{f}}}\leq 1\;{\text{bzw.}}\leq 100\%}
mit der Trockenmasse {\displaystyle m_{d}}.

### Sonderfall gravimetrischer Wassergehalt für Bodenbeschaffenheit nach ISO 11465
Die Definition des Wassergehalts für Bodenbeschaffenheit wird in der ISO 11465 gegeben.
Der gravimetrische Wassergehalt {\displaystyle w_{b}} bezieht dabei die Wassermasse {\displaystyle m_{w}} auf die Trockenmasse des Materials. So sind bei diesem Wassergehalt auch Werte über 100 % möglich:
{\displaystyle w_{b}={\frac {m_{w}}{m_{d}}}={\frac {m_{f}-m_{d}}{m_{d}}}={\frac {m_{f}}{m_{d}}}-1={\frac {1}{{\frac {1}{w}}-1}}}

## Messverfahren
Um den Wassergehalt eines Bodens zu bestimmen, stehen verschiedene Verfahren zur Verfügung. Neben der Ofentrocknung oder dem radiometrischen Verfahren besteht die Möglichkeit den Wassergehalt mit dem Abflamm-Verfahren zu ermitteln. Bei dieser Feldmethode wird die Bodenprobe mit einer Abflammflüssigkeit (beispielsweise Brennspiritus) getrocknet. Die Normierung durch das entsprechende Regelwerk wurde 2007 zurückgezogen.
Bei bildgebenden medizinischen Untersuchungen wie Ultraschall oder Computertomografie wird oft an der Helligkeit eines Bildpunktes bzw. Voxels die Höhe des Wassergehalts erkennbar, was auch Hinweise auf den Zustand weicher Körpergewebe gibt.
In der Lebensmittel- und Petrochemie wird der Wasseranteil mit der Karl-Fischer-Titration gemessen.

## Normen und Standards
- DIN ISO 11465:1996-12 Bodenbeschaffenheit – Bestimmung des Trockenrückstandes und des Wassergehalts auf Grundlage der Masse – Gravimetrisches Verfahren
- DIN ISO 11461:2002-05 Bodenbeschaffenheit – Bestimmung des Wassergehalts des Bodens als Volumenanteil mittels Stechzylinder – Gravimetrisches Verfahren
- DIN EN 14774-1:2010-02 Feste Biobrennstoffe – Bestimmung des Wassergehaltes – Ofentrocknung – Teil 1: Gesamtgehalt an Wasser – Referenzverfahren
- Technische Prüfvorschriften für Boden und Fels im Straßenbau (TP BF-StB)